# Vodacom Challenge
La Vodacom Challenge es una competición de fútbol disputada anualmente en Sudáfrica. La disputan dos equipos de aquel país, Kaizer Chiefs y Orlando Pirates, y uno o dos equipos extranjeros invitados.

## Historia
El torneo fue fundado en 1999 con el patrocinio de Vodacom (empresa de telecomunicaciones sudafricana), con el nombre de Vodacom African Challenge. Su primer ganador fue el Orlando Pirates Football Club. El equipo que más veces se ha alzado con el título es el Kaizer Chiefs FC, en 5 ocasiones.
En 2000 se invitó al Raja Casablanca de Marruecos, aunque este equipo declinó la propuesta debido a que su país competía con Sudáfrica como candidatos a organizar la Copa Mundial de Fútbol de 2006.
Desde el principio se ha invitado al torneo a dos equipos africanos. Desde 2006 se invita a un equipo europeo, por lo que se cambió el nombre de la competición por 'Vodacom Challenge.

## Palmarés
| Año  | Ganador                               | Resultado                             | Finalista                             | Estadio                               |                                       | Tercero                               | Resultado    | Cuarto            | Estadio                    |
| ---- | ------------------------------------- | ------------------------------------- | ------------------------------------- | ------------------------------------- | ------------------------------------- | ------------------------------------- | ------------ | ----------------- | -------------------------- |
| 1999 | Orlando Pirates                       | 4-1                                   | Espérance de Tunis                    | Kings Park Stadium, Durban            |                                       | Kaizer Chiefs                         | 2-1          | ASEC Mimosas      | Kings Park Stadium, Durban |
| 2000 | Kaizer Chiefs                         | 1-0                                   | Orlando Pirates                       | Kings Park Stadium, Durban            |                                       | Dynamos FC                            | 2-1          | Africa Sports     | Kings Park Stadium, Durban |
| 2001 | Kaizer Chiefs                         | 0-0 3-2 pen.                          | Asante Kotoko                         | Kings Park Stadium, Durban            |                                       | Hearts of Oak                         | 0-0 4-3 pen. | Orlando Pirates   | Kings Park Stadium, Durban |
| 2002 | Saint Eloi Lupopo                     | 1-0                                   | Kaizer Chiefs                         | Kings Park Stadium, Durban            |                                       | Orlando Pirates                       | 1-1 8-7 pen. | Asante Kotoko     | Kings Park Stadium, Durban |
| 2003 | Kaizer Chiefs                         | 0-0 3-2 pen.                          | TP Mazembe                            | Kings Park Stadium, Durban            |                                       | Orlando Pirates                       | 1-0          | Saint Eloi Lupopo | Kings Park Stadium, Durban |
| 2004 | AS Vita Club                          | 0-0 5-4 pen.                          | Kaizer Chiefs                         | FNB Stadium, Johannesburgo            |                                       | Orlando Pirates                       | 2-1          | TP Mazembe        | FNB Stadium, Johannesburgo |
| 2005 | Orlando Pirates                       | 2-1                                   | Kaizer Chiefs                         | Kings Park Stadium, Durban            |                                       | AS Vita Club                          | 2-1          | Green Buffaloes   | Kings Park Stadium, Durban |
| 2006 | Kaizer Chiefs                         | 0-0 4-3 pen.                          | Manchester United                     | Loftus Versfeld, Pretoria             |                                       | Orlando Pirates                       |              |                   |                            |
| 2007 | Tottenham Hotspur                     | 3-0                                   | Orlando Pirates                       | Loftus Versfeld, Pretoria             |                                       | Kaizer Chiefs                         |              |                   |                            |
| 2008 | Manchester United                     | 4-0                                   | Kaizer Chiefs                         | Loftus Versfeld, Pretoria             |                                       | Orlando Pirates                       |              |                   |                            |
| 2009 | Kaizer Chiefs                         | 1-0                                   | Manchester City                       | Loftus Versfeld, Pretoria             |                                       | Orlando Pirates                       |              |                   |                            |
| 2010 | Cancelada por la Copa Mundial de 2010 | Cancelada por la Copa Mundial de 2010 | Cancelada por la Copa Mundial de 2010 | Cancelada por la Copa Mundial de 2010 | Cancelada por la Copa Mundial de 2010 | Cancelada por la Copa Mundial de 2010 |              |                   |                            |
| 2011 | Tottenham Hotspur                     | 3-0                                   | Orlando Pirates                       | Ellis Park, Johannesburg              |                                       | Kaizer Chiefs                         |              |                   |                            |
| 2012 | Cancelada por falta de tiempo.        | Cancelada por falta de tiempo.        | Cancelada por falta de tiempo.        | Cancelada por falta de tiempo.        | Cancelada por falta de tiempo.        | Cancelada por falta de tiempo.        |              |                   |                            |

## Equipos invitados
- 1999
  -  ASEC Mimosas
  -  Esperance de Tunis
- 2000
  -  Africa Sports
  -  Dynamos FC
- 2001
  -  Asante Kotoko
  -  Hearts of Oak
- 2002
  -  Asante Kotoko
  -  FC St. Eloi Lupopo
- 2003
  -  TP Mazembe
  -  FC St. Eloi Lupopo
- 2004
  -  AS Vita Club
  -  TP Mazembe
- 2005
  -  AS Vita Club
  -  Green Buffaloes
- 2006
  -  Manchester United
- 2007
  -  Tottenham Hotspur
- 2008
  -  Manchester United
- 2009
  -  Manchester City